# Buddhista filozófia
A buddhista filozófia Buddha azon tanításainak kidolgozása és magyarázata, amelyek a Tripitakában és az Ágamákban találhatók. Legfőbb szándéka a valóságot megtestesítő dharmák magyarázata. Visszatérő témának számít a koncepciók tárgyiasítása és a buddhista középúthoz való folyamatos visszatérés.
A korai buddhizmusban kerülték a spekulatív metafizikai, fenomenológiai, etikai és episztemológiai okfejtésekethelyette az érzékszervek általi (ájatana) empirikus tapasztalatokat részesítették előnyben.
Mindazonáltal a buddhista tudósok később foglalkoztak ontológiai és metafizikai témákkal. A buddhista filozófiában fontosnak bizonyultak a különböző buddhista irányzatok közötti viták. Ezekből alakultak ki legelőször az Abhidhamma különböző korai buddhista iskolái, majd a mahájána hagyományban a pradnyápáramita, madhjamaka, jógácsára iskolái.

## Indiai háttér
A történelmi Buddha korában Észak-Indiában virágzott a spirituális és a filozófiai és a védák túlságosan rituális gyakorlatai racionális ellenőrzés alá kerültek.
Ebben a korban, amikor napvilágot láttak a népszerű védizmus aleternatívái, Buddha tanításai mellett új etikai és spirituális filozófiák jelentek meg, mint például Mahávira filozófiája. Ezt az általános kulturális mozgalmat ma sramaná hagyománynak nevezzük, a korszakot pedig tengelykornak.
Ezek a különböző csoportok mindenféle eltérő nézeteket vallottak, de hasonlítottak abban, hogy kritikusan álltak a létező vallásokhoz, ugyanis nem találták kielégítőnek azok magyarázatait és nem tetszettek nekik az állati áldozatokkal járó szertartások sem. Az ókori Görögországban, Kínában és Indiában visszatértek az alapvető kérdésekhez, miképp éljen az ember.

## Buddha élete és tanításai

### Hagyományos életrajza
A hagyományos beszámolók szerint Gautama Sziddhártha a védikus Ksatrija családból származott és hercegként nőtt fel fényűző palotában. Felnőtt korában úgy érezte, hogy az érzéki örömök és a gazdagság nem nyújtják számára azt, amire mélyen belül vágyott. Hátrahagyta a világi életet és vándorszerzetesként a spirituális utat választotta. Több tanítóhoz is elszegődött és közben bepillantást nyert a szenvedés problematikájába.
Megvilágosodása után inkább fizikusként tekintettek rá, mintsem filozófusra. Míg a filozófusoknak csupán nézetei voltak, ő a szenvedéstől való megszabaduláshoz nemes nyolcrétű ösvényt tanította.

### Filozófiája
Buddha arra buzdította követőit, hogy ne vegyenek részt intellektuális vitákban, amelyeknek semmilyen gyümölcsük nincsen és csak akadályozza őket az igaz felébredésben. Ennek ellenére Buddha a tudat működésével kapcsolatos mondásaiban fellelhetők filozófiai elemek és a kortárs filozófiák kritikái is.
A páli kánon kéziratai szerint Buddha egész életében előfordult néhány metafizikai kérdés, amelyekre nem válaszolt ("csendben maradt"). Ezek a kérdések azzal kapcsolatosak, hogy a világegyetem örök vagy sem vagy mindkettő (véges vagy végtelen); az én megegyezik-e a testtel vagy különbözik tőle, vagy egyik sem, vagy mindkettő; létezik-e a nirvána után az ember vagy sem, vagy mindkettő, vagy egyik sem.
Az egyik magyarázat, hogy miért maradt Buddha csendben az, hogy ezek a kérdések eltéríthetik az egyént a megvilágosodás megvalósításához szükséges aktivitástól illetve hordozzák annak a veszélyét, hogy a megszabadulás élményét a tanok koncepcionális értése vagy a vallásos hit helyettesíti. Egy másik magyarázat szerint az ezekkel a kérdésekkel kapcsolatos állító és tagadó kijelentések az aggregátumokhoz és érzelmekhez való ragaszkodáson illetve azok félreértelmezésén alapulnak. Azaz, amikor a dolgokat úgy látjuk ahogy vannak, akkor az ilyen metafizikai kérdések nem merülnek fel.
Létezik még olyan magyarázat is, amely szerint a valóság érzékszervi közvetítőktől és koncepcióktól mentes, azaz üres, amely miatt a nyelv maga eleve elégtelen a közvetlen tapasztalás nélkül. Ezáltal Buddha csöndben maradása nem jelent teljes mizológiát, vagy a filozófia megvetését. Inkább csak arra utal, hogy Buddha szerint az ezekre a kérdésekre való válaszok nem érthetők meg a meg nem világosodott személy számára. A függő keletkezés jelenti a valóság elemzéséhez szükséges keretet, amely nem metafizikai feltételezésekre épít a létezéssel vagy nem létezéssel kapcsolatban, hanem a tudatban megjelenő jelenségek közvetlen megismerésére.

## Korai buddhizmus

### Alaptanítások
Bizonyos alaptanítások több helyen is szerepelnek a korai szövegekben, amelyből a tudósok arra következtetnek, hogy Buddha ezeket tanította:
- a létezés három jellemzője
- az öt aggregátum
- a pratítja szamutpáda (függő keletkezés
- a karma és az újraszületés
- a négy nemes igazság
- a nemes nyolcrétű ösvény
- a nirvána

Ezen tudósok szerint létezett egy bizonyos „legkorábbi buddhizmus”, „eredeti buddhizmus” vagy „elő-szektariánus buddhizmus”.
Más tudósok nem értenek egyet ezzel és más elméletekkel álltak elő. Egyesek szerint a legkorábbi buddhizmus filozófiája elsősorban negatív volt, abban az értelemben, hogy arra helyezte a hangsúlyt, hogy milyen tanokat „utasítsanak el”, ahelyett, hogy miket „fogadjanak el”. Csak az számított értékes tudásnak, amely hasznos volt a megvilágosodás eléréséhez. Eszerint az elmélet szerint a filozófiai versenyfutás, amely a buddhizmus iskolákra és szektákra történő feldarabolódásához vezetett akkor kezdődött, amikor Buddha implicit filozófiáját és a korai szuttákat elkezdték explicitté.
Más tudósok elutasítják ezt az elméletet. Buddha halála után megkísérelték összegyűjteni a tanításait és olyan formába hozni, amellyel mindenki egyetértett. Kezdetben ezek csak szájról szájra hagyományozódtak, majd le is írták őket (a Tipitaka).

#### Dukkha
A dukkha, amelyet leggyakrabban magyarul szenvedésnek fordítanak, az életben rejlő kielégíthetetlenséget jelöli, amelyet a jobb élet iránti sóvárgás okoz, egyben ez láncolja az érző lényeket a világi létezéshez és a folytonos újraszületésekhez.

#### Függő keletkezés
A szenvedés keletkezésének és elmúlásának működését magyarázza el a Pratítja-szamutpáda, a függő keletkezés tana. Azt állítja, hogy az események nincsenek eleve elrendelve és nem is véletlenszerűen történnek. Elutasítja a közvetlen okozatiságot, amely szükségszerűen következik a szubsztancialista metafizikában. Ehelyett, azt állítja, hogy az események bizonyos kibogozhatatlan feltételek következtében keletkeznek, olyannyira, hogy a kérdéses folyamatok soha nem tekinthetők entitásként.
A függő keletkezés kimondja, hogy a konkrét események, koncepciók és valóságok mindig függnek más egyéb konkrét dolgoktól. A sóvárgás például mindig más érzelmektől függ, illetve azok okozzák a sóvárgást. Az érzelmek mindig az érzékszervek, az érzékelés tárgya és az érzékelés tudatossága (vidzsnyána) kapcsolatától létrejövő kapcsolattól függenek (szparsa). Ez az oksági láncolat segít megérteni, hogy a betegség, a halál és a bánat megszüntetése függőségben áll a sóvárgás megszüntetésével.
Ebben a koncepcióban nincs helye az örök és abszolút entitások létezésének. A világra folyamatként tekint, nem dologként és szubsztanciaként.

#### Anatta
Buddha azt tanította, hogy nem létezik a mindentől független ego, amely szemben állt az Upanisadokban szereplő nem változó, örök lélekkel (átman). Buddha úgy tartotta, hogy a szenvedés oka a változó világban lévő örök énhez való ragaszkodás, amely egyben a megszabadulás (móksa) legnagyobb akadálya. Az ego csupán látszólagos, amely az ideiglenes aggregátumokkal – az emberi test és az egyes szervi tudatosságok összetevőivel –  történő folyamatos téves önazonosítás eredménye.

### Etika

#### Nyolcrétű ösvény
Annak ellenére, hogy a buddhista tanítások különböző etikai előírásokat adnak meg az egyházi és a világi emberek számára, a buddhista etika összefoglalója a nemes nyolcrétű ösvény:
|  | „Ím, szerzetesek, az arija igazság a szenvedés kiküszöbölésére vezető útról. Ez maga az arija nyolcrétű ösvény, éspedig a helyes nézet, a helyes szándék, a helyes beszéd, a helyes cselekvés, a helyes megélhetés, a helyes erőfeszítés, a helyes tudatosság, a helyes szamádhi.” |
|  | |

Az etikus életvitel célja megszabadulni a szanszára bennrejlő szenvedéseitől. Az üdvös cselekedetek pozitívan kondicionálják a tudatot és a jövőben boldogsághoz vezetnek. Ennek ellentétei az ártó cselekedetek. Az etikai irányelv mentális stabilitást és szabadságot ad ahhoz, hogy a követő gyakorolhassa a meditációt.
A nemes nyolcrétű ösvényben szereplő morális etikák (erények) a helyes beszéd, a helyes cselekedet és a helyes életmód. A másik két rész foglalkozik az elmélyedéssel (helyes erőfeszítés, helyes éberség, helyes koncentráció) és a bölcsességgel (helyes nézet és helyes szándék).
|  | „Nem a Nemes Nyolcrétű Ösvény foglalja magában a három csoportot, Viszákha barátom, hanem a három csoport foglalja magában a Nemes Nyolcrétű Ösvényt. A helyes beszéd, a helyes tett és a helyes életmód állapotai alkotják az erények csoportját. A helyes erőfeszítés, a helyes odafigyelés és a helyes összeszedettség állapotai alkotják az összeszedettség csoportját. A helyes nézet és a helyes szándék állapotai alkotják a bölcsesség csoportját.” |
|  | |

#### Fogadalmak
Míg a bhikkhuk (szerzetesek) és bhikkhunik (apácák) fogadalmai némileg eltérnek egymástól, a világi férfiaknak és nőknek szóló fogadalmak azonosak. A fogadalmak nem parancsolatok, hanem gyakorlati szabályok, amelyeket a világi emberek önként vállalnak, hogy egyszerűbbé tegyék a gyakorlást. Mégis előfordul, hogy helytelenül "öt parancsolatnak" vagy "öt parancsnak" fordítják magyarul. A világi buddhista nők és férfiak az öt fogadalom helyett nyolcat is letehetnek, ha komolyabban szeretnék venni a gyakorolást. A nyolc fogadalom a morális cselekvések szabályozásán túl aszkéta gyakorlatokat is felvesz a szabályok közé. A tíz fogadalom (páli: daszasíla vagy szamaneraszikkha) a buddhista srámanerák (fiú papnövendékek) és a srámanerík (lány papnövendékek) fogadalmai. Ezeket használja a legtöbb buddhista iskola.
1. Tartózkodni az élőlények megölésétől.
2. Tartózkodni a lopástól.
3. Tartózkodni a szemérmetlenségtől (érzékiség, szexualitás, nemi vágy).
4. Tartózkodni a helytelen beszédtől.
5. Tartózkodni a bódító szerektől.
6. Tartózkodni az étkezéstől nem megfelelő napszakokban (dél után).
7. Tartózkodni az énekléstől, a táncolástól, a hangszeres zenéléstől és a szórakoztató eseményeken való részvételtől.
8. Tartózkodni a parfümök, kozmetikumok használatától és az ékszerek viselésétől (dekoratív kiegészítők).
9. Tartózkodni luxus ülő- és fekvőhelyek használatától.
10. Tartózkodni a pénz elfogadásától.

## Korai buddhista iskolák
A legfőbb korai buddhista filozófiai iskolák az Abhidharma iskolák, elsősorban a szarvásztiváda és a théraváda.

### Szarvásztiváda realizmus
A szarvásztiváda filozófusok és szövegmagyarázók pluralista metafizikai és fenomenológiai rendszert hoztak létre, amelyben az ember, a dolgok és az események tapasztalatait kisebb észlelési vagy észlelési-ontológiai egységekre bontották le, amelyeket „dharmának” neveztek.
Más iskolák átvették ennek az elméletnek bizonyos részeit, más részeit pedig kritizálták. A szautrántika és a théraváda iskolák kritizálták a szarvásztivádinok realista nézőpontját.

### Théraváda
A théraváda a vibhadzsjaváda (páli, szó szerint "az elemzés tanítása") koncepcióját tanácsolja a nem buddhisták részére. Ebben a tanításban a belátás a gyakorló tapasztalataiból, kritikus vizsgálódásaiból és érveléseiből táplálkozik a vak hit helyett. Buddha a következő kanonikus forrás szerint a következőket mondta erről:
|  | „Ne hallgassatok mendemondákra, hagyományokra, napi véleményekre, szent iratok tekintélyére, puszta észokokra, logikai következtetésekre és kiagyalt teóriákra; ne hallgassatok előnyben részesített véleményekre, személyes erények benyomására és egyetlenegy Mester tekintélyére sem! Ha azonban, kálámák, ti magatok felismertétek, hogy a világi dolgok tökéletlenek és megvetendők, s a bölcsek helytelenítik ezeket a dolgokat, továbbá megértettétek, hogy ezek szerencsétlenséghez és szenvedéshez vezetnek, akkor képesek is lesztek arra, hogy feladjátok azokat.” |
|  | |

## Mahájána
A legfőbb mahájána filozófiai iskolák és hagyományok közé tartozik a pradnyápáramita, a madhjamaka, a tathágatagarbha, a jógácsára, a hua-jen, és a tientaj iskola.

### Indiai mahájána

#### Pradnyápáramita
A Pradnyápáramita-szútrák az öt szkandha ürességét hangsúlyozzák. A benne található Szív szútra a következőket mondja az ürességről:
|  | „Ó, Sáriputra! Az alakzat nem más, mint üresség, az üresség nem más, mint alakzat; üresség bizony az alakzat, alakzat bizony az üresség. Így van az érzet, az észlelet, az indíték, a tudat is.” |
|  | |

#### Madhjamaka
Nágárdzsuna mahájána mester a jelenségekre helyezte a hangsúlyt és fő művében (Múlamadhjamakakáriká) támadta a szarvásztiváda realizmust és a szautrántika nominalizációt.
Nágárdzsuna állítása szerint közvetlen kapcsolat van a függő keletkezés, az éntelenség (anatta) és üresség (śūnyatā) között. Rámutatott, hogy a korai buddhista függő keletkezés koncepciója azért implicit, mert a keletkezésben való résztvevőknek nincs semmilyen valóságos énjük, amely által csak más dolgok függvényében léteznek. Ezt az állapotot nevezi ürességnek.

#### Tathágatagarbha
A tathágata-garbha szútrák szerint minden lény alapvető tulajdonsága, hogy képes a megvilágosodásra. Korábban a mahájána metafizikát az ürességről szóló madhjamaka filozófiai tanítások dominálták, amelyek nyelvezete elsősorban negatív volt. A tathágatagarbha stílusú szútrák felfoghatók a függő keletkezés ortodox buddhista megfogalmazása helyetti szándékos pozitív nyelvezet használataként.

#### Jógácsára
A Jógácsára iskola a szenvedés keletkezését a tudat működésével magyarázza. Az öt szkandhán és a hat tudatosságon keresztül magyarázza el, miképp hozzák létre a „manasz” (tudat) a „vidzsnapti”-t, azt a koncepciót, amihez ragaszkodunk.

### Kínai buddhizmus

#### Tientaj és a Lótusz iskola
A legtöbb tudós Cse-ji (Zhiyi) tekinti a tientaj iskola legfőbb alapítójának, mivel leginkább ő szedte rendszerbe a tanokat és ő tette népszerűvé a módszereiket. Később az iskola hatodik pátriárkája, Csan-csan készített szövegmagyarázatokat Cse-ji (Zhiyi) műveihez. Cse-ji (Zhiyi) elemezte és rendezte az ágamákat és a mahájána szútrákat rendszerbe (öt időszakra és nyolc típusú tanításra). Például több olyan alap tanítás és koncepció létezett a történelmi Buddha idejében is, amelyet az emberek többsége nem volt képes megérteni. Az ágamákon keresztül viszont lehetséges volt közvetíteni a végtelen bölcsességről szóló tanításokat. Az ezt követő tanítások a fejlettebb tanítványok számára készültek, hogy pontosabb képük legyen Buddha tanításairól. Cse-ji (Zhiyi) legfőbb tanításait a Lótusz szútra tartalmazza, amely szerinte a buddhista tanok legmagasabb szintézise.

#### A Huajen és az Avatamszaka-szútra
A hua-jen fejlesztette ki az "értelmezés" vagy "egyesülés" tanát (wylie: csung-'csug; szanszkrit: juganaddha), az Avatamszaka-szútra szövegére alapozva. Eszerint minden jelenség (szanszkrit: dharma) szorosan kapcsolódik egymáshoz (és kölcsönösen keletkeznek). Ezt két kép segítségével szokták magyarázni. Az elsőt Indra hálójának nevezik, amely drágakövekkel van kirakva, amelyeknek az a képessége, hogy az összes többi drágakövet is visszatükrözik. A másik kép a „világszöveg”, amelyben a világ egy univerzum méretű, hatalmas szöveg, amelyet Buddha hozott létre az érző lények megszabadulására. A szöveg szavai a világ jelenségeiből állnak, viszont minden egyes atomban is megtalálható a teljes szöveg. Ezt a tant egy Kúkai nevű japán szerzetes alkotta, a singon buddhista iskola alapítója.
A tibeti buddhizmusban ugyanezt a jabjummal ábrázolják.

### Tibeti buddhizmus
A tibeti "Minden teremtő király" (Kulajarádzsa) című tantra szintén hangsúlyozza, hogy a buddhista megvalósítás a szóbeli gondolkodáson túl van és végső soron rejtélyes. Szamantabhadra így fogalmaz: 
|  | „A tökéletes tisztaság tudata ... a gondolkodáson túl van és elmagyarázhatatlan..."” |
|  |                                                                                      |

## Összehasonlítás más filozófiákkal
Baruch Spinoza szerint, bár az örök valóság mellett is érvelt, minden jelenség létezése átmeneti. Véleménye szerint a szomorúság legyőzhető egy olyan tudással, amely nem múló, nem ideig-óráig létező, hanem változhatatlan és örök." Buddha azt tanította, hogy az egyetlen örök dolog a nirvána. David Hume arra a következtetésre jutott, hogy a tudat múló tudatállapotokból áll. Hume egyik elmélete (Bundle theory) nagyon hasonlít a buddhista szkandhák koncepciójához. Arthur Schopenhauer filozófiája hasonlít a buddhista filozófiához abban, hogy a lemondás által lehet megszabadulni a szenvedéstől és a vágyaktól.
Ludwig Wittgenstein Nyelvjáték elnevezésű fogalma szorosan illeszkedik a buddhista Mérgezett nyíl tanmeséjéhez, miszerint az intellektuális spekuláció akadályozza a megértést. Bár Friedrich Nietzsche nihilistának tekintette a buddhizmust, hasonlóan vélekedett az én állandótlanságával kapcsolatban. Heidegger létezésről és a „semmiről” alkotott nézetei egyesek szerint hasonlítottak a mai buddhizmushoz.

### Témák
| - Kritikus buddhizmus - Isten a buddhizmusban - Buddhista szójegyzék - Buddhizmussal kapcsolatos szócikkek tárgymutatója - Szutták listája | - Madhjamaka - Tudatfolyam - Valóság a buddhizmusban - Tulpa |

### Buddhista filozófusok
| - Aszanga - Gautama Buddha - Csandrakírti - Dignága - Dharmakírti - Dógen | - Fa-cang - Hónen - Csi-nul - Csi-cang - Nágárdzsuna - Vaszubandhu |